# هنري تودور
هنري تودور (بالفرنسية: Henri Tudor)‏ هو مخترِع ومهندس لوكسمبورغي، ولد في 30 سبتمبر 1859 في Ferschweiler ‏ في ألمانيا، وتوفي في 31 مايو 1928 في Rosport ‏ في لوكسمبورغ.